# Gilleleje Station
Gilleleje Station er en dansk jernbanestation beliggende midt i byen Gilleleje i Nordsjælland.
Stationen er endestation for Gribskovbanen fra Hillerød og Hornbækbanen fra Helsingør. Den åbnede i 1896. Begge baner drives af jernbaneselskabet Lokaltog, der kører hyppige lokaltog fra stationen til Hillerød og Helsingør. Der er gennemgående drift, sådan at togene fra den ene bane fortsætter ad den anden og omvendt.
Stationsbygningen er opført efter tegninger af Heinrich Wenck. Bygningen rummer billetsalg, ventesal og toilet.

## Historie
Den første station i Gilleleje åbnede den 14. maj 1896 som den nordlige endestation for Gribskovbanen fra Hillerød, da Gribskovbanen blev forlænget fra Græsted til Gilleleje.
I 1916 kom der også forbindelse fra Gilleleje til Helsingør, da Hornbækbanen blev forlænget fra Hornbæk til Gilleleje. Fra åbningen i 1916 fungerede trinbrættet Østerport dog som endestation for Hornbækbanen i Gilleleje, da der ikke kunne opnås enighed med Gribskovbanen om en ny fælles station. Det lykkedes dog til sidst, og den nye fælles station blev indviet den 16. januar 1918. I forbindelse hermed blev stationen flyttet et kort stykke med vest, og der blev opført en ny og større stationsbygning. Den oprindelige stationsbygning blev i første omgang stående men blev revet ned i 1961.
Indtil 1959 forbandt en havnebane Gilleleje Station med Gilleleje Havn.

## Arkitektur
Gilleleje Stations anden og nuværende stationsbygning er opført efter tegninger af arkitekten Heinrich Wenck, der var DSB's ledende arkitekt fra 1894 til 1921.

## Faciliteter
Stationsbygningen rummer billetsalg, ventesal og toilet.

## Trafik
Stationen betjenes af tog fra jernbaneselskabet Lokaltog, der kører hyppige lokaltog mellem Gilleleje og henholdsvis Hillerød og Helsingør. Der er gennemgående drift, sådan at togene fra den ene bane fortsætter ad den anden og omvendt.